# Snippsauna
Snippsauna (även hukbad eller yoni-sauna) är en alternativmedicinsk behandling. Behandlingen innebär att en kvinna med bart underliv sitter på en pall med hål i, alternativt sitter på huk över, ett varmt ångbad med örter. För att ångan ska koncentreras till underlivet sveper kvinnan in sig i en filt från midjan och neråt, så att det blir som ett bastutält. Örterna som används kan bland annat vara citronmeliss, kamomill, pepparmynta och ringblomma.
Hukbad uppges av förespråkare och i marknadsföring ha gamla anor. Enligt svenska utövare av behandlingen syftar några av formuleringarna i Carl von Linnés skrift Lapplandsresan (avsnittet 15 september, i Torneå) på en form av hukbad som användes av samiska kvinnor. Från USA kommer benämningen Yoni-sauna, från den hinduiska vulvasymbolen yoni (se även yonimassage). Behandlingen erbjuds på mödravårdscentraler som skönhetssalonger och har fått uppmärksamhet av kändisar som Gwyneth Paltrow som förespråkar behandlingen.
Förespråkarna menar att snippsauna hjälper mot oregelbunden menscykel och torra slemhinnor, till att lindra PMS, mot upprepade svampinfektioner, vestibulit och ofrivillig barnlöshet. Man menar också att det kan ge ökad sexlust och att det rengör vulvan på djupet. Andra menar att det i första hand handlar om avslappning och välbefinnande. Det finns inte några forskningsstudier i västvärlden som bevisar effekten av snippsauna. Behandlingen har även mött kritik från läkare som menar att det kan skapa obalans i underlivet.